# Терюхский сельсовет
Терюхский сельсовет (бел. Цяру́хскі сельсавет) — административная единица в Гомельском районе Гомельской области Республики Беларусь. Административный центр — деревня Терюха.

## История
Терюхский сельсовет был создан 8 декабря 1926 года в составе Дятловичского района. 16 июля 1954 года центр сельсовета был перенесён в д. Студёная Гута с переименованием сельсовета. 11 января 1973 года центр перенесён в д. Терюха с переименованием сельсовета.
Названия:
- с 8.12.1926 — Терюхский сельский Совет депутатов трудящихся[2]
- с 16.7.1954 — Студёногутский сельский Совет депутатов трудящихся
- с 11.1.1973 — Терюхский сельский Совет депутатов трудящихся
- с 7.10.1977 — Терюхский сельский Совет народных депутатов
- с 6.10.1994 — Терюхский сельский Совет депутатов[3].

Административная подчинённость:
- с 8.12.1926 — в Дятловичском районе
- с 4.8.1927 — в Гомельском районе
- с 10.2.1931 — в Тереховском районе
- с 8.7.1954 — в Гомельском районе[3].

## Состав
Терюхский сельсовет включает 11 населённых пунктов:
- Диколовка — деревня
- Епифань — посёлок
- Каролин — посёлок
- Кравцовка — деревня
- Кустарный — посёлок
- Лядцы — посёлок
- Новая Гута — агрогородок
- Семёновка — деревня
- Студёная Гута — деревня
- Терюха — деревня
- Шутовка — деревня

## Культура
- Музей боевой и трудовой славы ГУО "Терюхская средняя школа" в деревне Терюха